# Löbejün

Löbejün este un oraș din landul Saxonia-Anhalt, Germania.